# Xysticus furtivus
Xysticus furtivus là một loài nhện trong họ Thomisidae.
Loài này thuộc chi Xysticus. Xysticus furtivus được Willis J. Gertsch miêu tả năm 1936.